# Strikeforce: Rockhold vs. Jardine
Strikeforce: Rockhold vs. Jardine foi um evento de artes marciais mistas promovido pelo Strikeforce, ocorrido em 7 de janeiro de 2012 no Hard Rock Hotel and Casino em Las Vegas, Nevada.

## Background
Começando nesse evento, as lutas preliminares foram transmitidas na Showtime Extreme antes do card principal, transmitido na Showtime.
Miesha Tate era esperada para defender seu Cinturão Peso Galo Feminino do Strikeforce contra a ex-campeã Sarah Kaufman nesse evento, mas a luta foi cancelada. 
Luke Rockhold era esperado para enfrentar com Tim Kennedy, mas uma lesão no joelho fez Kennedy desistir dessa luta e ele foi substituído por Keith Jardine, fazendo sua estréia no peso médio. A luta entre Rockhold e Kennedy acabou ocorrendo no Strikeforce: Rockhold vs. Kennedy, quando Rockhold defendeu seu título por decisão unânime.
Bobby Green era esperado para enfrentar o estreante na organização Alonzo Martinez no evento, mas teve que se retirar do evento por conta de uma lesão. Ele foi substituído pelo também estreante Estevan Payan.

## Resultados
^ a: Pelo Cinturão Peso Médio do Strikeforce.

^ b: Lawal havia vencido por nocaute; Testou positivo para Drostanolona em um teste pós-luta e a NSAC mudou o resultado.